# Zosmotes
Zosmotes is een kevergeslacht uit de familie van de boktorren (Cerambycidae). De wetenschappelijke naam van het geslacht werd voor het eerst geldig gepubliceerd in 1865 door Pascoe.

## Soorten
Zosmotes is monotypisch en omvat slechts de volgende soort:
- Zosmotes plumula Pascoe, 1865